# Palau Reial (metrostation)
Palau Reial is een metrostation aan Lijn 3 (groene lijn) van de metro van Barcelona. 
Het station ligt onder de Avinguda Diagonal tussen Carrer del Tinent Coronel Valenzuela en de faculteit biologie van de Universiteit van Barcelona. Het heeft drie ingangen die allen uitkomen op dezelfde vestibule die zich op een tussenverdieping tussen de straat en de tunnelbuis bevindt. De halte bestaat uit zijperrons van 94 meter lang, en de sporen van beide richtingen worden gescheiden door een muur. 
De naam van het station is afgeleid van het nabijgelegen kleine paleis Pedralbes gebouwd voor koning Alfons XIII in 1924. Tegenwoordig is dit paleis een museum van decoratieve kunsten. Het station zelf werd in 1975 gebouwd. Het is niet ver van een Trambaix-halte (Baix Llobregat-tram) met dezelfde naam.